# Yvonne la nuit
Yvonne la nuit (Ivone e Totó) é um filme italiano de 1949, dirigido por Giuseppe Amato.
Estreou em Portugal a 5 de Dezembro 1951

## Sinopse
Nino, secretamente apaixonado pela cantora Yvonne la Nuit, testemunha o nascer do amor dela com o conde Carlo Rutelli. A este amor opõe-se o pai dele, que vê Yvonne como uma aventureira. Quando Itália entra na Primeira Guerra Mundial, Carlo tem que partir para a frente, enquanto Yvonne espera um filho. Ingenuamente Carlo confia o destino da criança ao seu pai, que sequestra o bebé e faz crer que a mãe morreu. Yvonne acaba por enfrentar, além da perda do filho e a morte do seu amado, o declínio da sua carreira, que a leva a tornar-se artista de rua, sempre acompanhada pelo fiel Nino. Um dia recebe um telefonema de um advogado (Eduardo De Filippo) que a informa da morte do pai de Carlo e da existência do seu filho, vivo e de boa saúde. A mulher vai ter que decidir se revela a sua existência actual ao filho, ou não.

## Elenco
Totò: Nino, il fantasista
Olga Villi: Nerina Comi, in arte Yvonne la Nuit
Frank Latimore: il tenente Carlo Rutelli
Giulio Stival: il conte Rutelli, suo padre
Eduardo De Filippo: l'avvocato Rubini
Gino Cervi: il colonnello Baretti
Arnoldo Foà: il senatore
John Strange: il maggiore Tremiti
Ave Ninchi: sora Rudegarda
Paola Veneroni: Rosetta
Mario Riva: il ragazzo delle sigarette
Angela Zanon: Menica, la cameriera
Leopoldo Valentini: il maggiordomo
Aristide Garbini: sor Filippo
Agnese Dubbini: la spettatrice che ride
Giovanni Lovatelli: un ufficiale
Gaio Visconti: un ufficiale
Arturo Dominici: un ufficiale
Franco Tallarico: un ufficiale
Desiderio Nobile: un ufficiale
Cesare Fasulo: un ufficiale
Enzo Cannavale: il cameriere